# Còntig
Un còntig (del mot anglès contiguous, ‘contigu’) és un fragment llarg d'ADN producte de l'assemblatge de seqüències més curtes mitjançant eines bioinformàtiques.